# Cannomys badius
Cannomys badius este o specie de rozătoare din familia Spalacidae. Este singura specie din genul Cannomys și se găsește în Asia.

## Descriere
Cannomys badius ajunge la o lungime a corpului (inclusiv capul) de 175–215 mm, coada măsurând 54–67 mm. Greutatea constituie 210–340 g. Urechile sunt mici și ascunse complet în blană. Blana este moale și deasă, maro-roșcat spre maro-cenușiu pe părțile superioare și mai palidă și rară pe părțile inferioare. Uneori sunt prezente dungi albe pe creștet sau pe gât. Coada are puține fire de păr. Cannomys badius are un corp robust, cilindric, urechi și ochi mici și picioare scurte și solide.

## Răspândire și habitat
Cannomys badius este găsită în Cambodgia, China, India, Laos, Myanmar, Nepal, Thailanda și Vietnam, dar este posibil să se găsească și în Bangladesh și Bhutan. Populează preponderent desișurile de bambus din regiuni muntoase.

## Ecologie
Cannomys badius trăiește în vizuini. Pământul scos este aruncat într-o movilă la intrarea în tunel și alte movile ulterioare apar la intervale de-a lungul vizuinei. Tunelul principal trece orizontal pe sub suprafață și poate ajunge la o adâncime de 60 cm și o lungime de 58 cm. Se termină cu o cameră încăpătoare de adăpost. Când animalul se află sub pământ, intrarea vizuinei este astupată cu pământ.
Cannomys badius apare la suprafață pe la amurg pentru a se hrăni cu rădăcini și lăstari, în special de bambus.

## Reproducere
Cannomys badius își atinge maturitatea sexuală la vârsta de un an iar perioada de gestație durează 40–43 de zile. Înțărcarea are loc aproximativ opt săptămâni mai târziu.

## Stare de conservare
Cannomys badius are un areal larg, este abundentă în unele locuri și este prezentă în arii protejate. Printre amenințările pe care le întâmpină se numără vânarea sa pentru hrană și exterminarea sa ca dăunător al plantațiilor de cauciuc. Uniunea Internațională pentru Conservarea Naturii a clasificat-o ca fiind o specie neamenințată cu dispariția.